# Poliptyk
Poliptyk (gr. polu – wiele; ptyche – składać się;  gr. polyptychos, łac. polyptychus – wielokrotnie złożony) – typ nastawy ołtarzowej charakterystyczny dla późnego gotyku.
Nastawa w formie poliptyku to złożona struktura, malowana lub rzeźbiona, skomponowana na kilku (kilkunastu) płaszczyznach (skrzydła, kwatery), wiążąca wiele elementów w harmonijną całość wg określonej koncepcji artystycznej i wspólnego programu ikonograficznego.
Nastawy ołtarzowe z ruchomymi skrzydłami powstawały w krajach na północ od Alp (także we Francji), natomiast w krajach basenu Morza Śródziemnego (Włochy, Hiszpania, Prowansja, Dalmacja) poliptyki składały się z wielu powiązanych ze sobą kwater i nie zamykały się.
Wydzielone obramieniem, malowane lub rzeźbione, pole skrzydła lub tablicy środkowej poliptyku nazywamy kwaterą. Ruchome części boczne, w poliptykach rzeźbionych lub malowanych, zamykające szafę ołtarzową, zwykle podzielone na kwatery, noszą nazwę skrzydeł. Stronę frontową skrzydła przy otwarciu nazywamy awersem lub stroną wewnętrzną, natomiast stronę tylną (odwrocie)  –  rewersem lub stroną zewnętrzną.
Poliptykiem nazywamy również malowidło (płaskorzeźbę) skomponowane na kilku sąsiadujących ze sobą płaszczyznach (kwaterach), które łączy w całość wspólny program ikonograficzny. W XIX i XX w. wykroczył poza obszar sztuki sakralnej. Przykładami mogą być tryptyki Otto Dixa – Wielkie miasto (1927–1928) i Wojna (1929–1932) oraz seria wielkoformatowych tryptyków Francisa Bacona. Na Dalekim Wschodzie (Chiny, Japonia, Korea) istnieje tradycja świeckiego poliptyku w formie parawanów złożonych z części połączonych zawiasami. Na takich malowanych ekranach przedstawiano najczęściej sceny pejzażowe i bitewne. Tworzyli je m.in. Kanō Sanraku (1559–1635) – Jesienne proso, Utagawa Kunisada (1786–1865) – tryptyk W teatrze kabuki.

## Geneza
Poliptyk powstał z przekształcenia bizantyjskich form obrazowych (ikonostas),  początkowo jako tzw. dossale (tablica przedstawiająca rząd popiersi świętych, ukazanych pod oddzielającymi ich ostrołukowymi arkadami). O bezpośrednich związkach łączących formę pojedynczej nastawy ołtarzowej i tryptyku świadczą pochodzące z lat 1280–1310 wielkoformatowe  Madonny z Dzieciątkiem namalowane na złotym tle, w otoczeniu aniołów i świętych,  znajdujące się obecnie w galerii Uffizi we Florencji (Cimabue, Giotto, Duccio). Istotną rolę w rozwoju poliptyku odegrał ołtarz główny katedry w Sienie – Maesta Duccia (1308–1311) z przedstawieniem Tronującej Madonny, który stał się wzorem dla wielu twórców włoskich XIV w. (Simone Martini, Giotto).
Z punktu widzenia struktury poliptyk wywodzi się z dyptyków z kości słoniowej rozpowszechnionych już w późnym okresie rzymskim, Dyptyk, i jego pochodna – tryptyk, stał się popularną formą niewielkich obiektów dewocyjnych w okresie wczesnochrześcijańskim i w kulturze bizantyjskiej. Takie małe ołtarzyki o skrzydłach połączonych zawiasami można była łatwo zamykać jak książkę, zabierać w podróż i otwierać do modlitwy.
Można też mówić o wzajemnym oddziaływaniu relikwiarzy i poliptyków. Pewien typ relikwiarza, zazwyczaj bogato zdobiony, posiadał w części środkowej rodzaj kasety na relikwie, do której przymocowywano zamykane skrzydła, tworzące miniaturowy tryptyk.
Podobne powiązania istniały też pomiędzy poliptykami a witrażami, które od połowy XIII w. miały ustaloną kompozycję, z ramami i częścią wieńczącą, a przede wszystkim z podziałem na kwatery, przypominającą malarstwo tablicowe.

## Rodzaje poliptyków
Rozróżniamy następujące rodzaje poliptyków:
- dyptyk – 2 części (specyficzna odmiana, złożona tylko z 2 otwieranych skrzydeł podzielonych zwykle na kwatery, bez nieruchomej tablicy środkowej)
- tryptyk – 3 części (złożony z części środkowej i dwóch najczęściej ruchomych skrzydeł obustronnie zdobionych)
- kwadryptyk (tetraptyk) – 4 części np. Kwadryptyk ze scenami z życia Jezusa i Marii (ok. 1370) pochodzący z klasztoru Klarysek we Wrocławiu, Muzeum Narodowe w Warszawie (14 kwater: 6 na rewersach, 8 na awersach)
- pentaptyk – 5 części (tablica środkowa i dwie pary skrzydeł, w tym jedna nieruchoma), np. Poliptyk Zwiastowania z Jednorożcem (ok. 1480) z kościoła św. Elżbiety we Wrocławiu, Muzeum Narodowe w Warszawie (I otwarcie – 8 kwater, ołtarz otwarty – 9 kwater)
- heksaptyk – 6 części
- heptaptyk – 7 części (tablica środkowa i trzy pary skrzydeł, w tym jedna nieruchoma; termin rzadko używany), np.  Ołtarz Koronacji Marii (1511–1517) w kościele Mariackim w Gdańsku
- oktaptyk – 8 części

## Struktura
W Niderlandach w XV w. zachowało się ponad 100 malowanych tryptyków składających się z części środkowej oraz dwóch ruchomych skrzydeł, obustronnie zdobionych. Dekoracja wewnętrznych części skrzydeł (awersów) widoczna jest, gdy są one otwarte  i stanowią dopełnienie dekoracji środkowej, natomiast po zamknięciu części ruchomych ukazuje się strona wewnętrzna skrzydeł (rewersy). Wykorzystywano w nich często efekty iluzjonistyczne imitując techniką "en grisaille" kolor kamiennego reliefu, tworząc  postacie wyglądające jak rzeźbione posągi. Iluzja rzeźby niepolichromowanej występowała prawie wyłącznie na rewersach skrzydeł i obejmowała zawsze te same typy tematyczne: wizerunki świętych, Trójcy Świętej oraz scenę Zwiastowania. Zachowało się ponad 170 tego typu przedstawień. Pierwszym zachowanym przykładem niderlandzkiego retabulum snycersko-malarskiego jest Ołtarz Ukrzyżowania, wykonany na zamówienie Karola Śmiałego w latach 1390–1399. Jest to duży, horyzontalny w formacie tryptyk malowany na zewnątrz, a rzeźbiony wewnątrz. W szafie otwartego ołtarza widnieją trzy sceny: Ukrzyżowanie, Pokłon Trzech Króli i Złożenie do grobu. Powyżej piętrzą się wimpergi i maswerki z figurami aniołów. Na skrzydłach, w niszach, zostały przemiennie umieszczone figury świętych mężów i niewiast. Wspaniała architektoniczna scenografia wnętrza pokryta jest lśniącym złotem pokrywającym figury i gotyckie ornamenty.
Bardziej złożoną konstrukcję stanowiła nasada wieloczłonowa. Przełomem stało się dodanie do części nieruchomej korpusu (malowana tablica, trójwymiarowa nisza z rzeźbami) dwóch  par skrzydeł (pentaptyk). Niekiedy dodawano trzecią stałą (nieruchomą) parę skrzydeł (heptaptyk). Zapewniały one nastawie większą szerokość i masywniejszy wygląd oraz umożliwiały zaprezentowanie jeszcze bogatszego programu ikonograficznego. Nastawa stała się złożoną strukturą, którą stanowiły następujące elementy: korpus (szafa ołtarzowa), predella (element pośredni między szafą ołtarzową a mensą), baldachim (nad figurami korpusu), skrzydła ruchome (z awersem i rewersem) lub nieruchome oraz ozdobne zwieńczenie (na korpusie). Dekoracja rzeźbiarska, zwykle pełnoplastyczna, znajdowała się w części środkowej, mającej formę kwadratowej lub prostokątnej szafy (stąd nazwa ołtarz szafiasty). Na skrzydłach z reguły umieszczano kompozycje malarskie lub malarsko-rzeźbiarskie, dzięki temu były one lżejsze i nie obciążały nadmiernie korpusu.  Wszystkie partie rzeźbione pokrywane były polichromią. Wystawne retabulum ołtarza głównego w ważnych  kościołach miało zdobione także boki oraz tył.
Nad częścią środkową poliptyku umieszczano bogatą oprawę architektoniczną – zwieńczenie. Zdobiono je arkadami, łukami, elementami roślinnymi, grzebieniami, laskowaniem, pinaklami i maswerkami, dzięki czemu tworzono strukturę przestrzenną podobną w detalu i zasadach architektonicznych do fasad świątyń gotyckich. Na górnej jego krawędzi często ustawiano statuetki. W północnej Europie do dekoracji skrzydeł i szafy środkowej wykorzystywano kolumienki i filary uformowane na kształt guzowatych pni drzew, plecionki w formie liściastych splotów, wić roślinną i kwiatostany. Częsty był motyw łodygi i kwiatów ostu.
Skrzydłowe poliptyki na Północy były zamykane w dni powszednie, otwierano je zaś tylko w niedzielę i dni świąteczne. Ołtarz szafiasty (skrzydłowy, składany) w formie tryptyku dawał dwa widoki: zamknięty ukazywał tzw. stronę dni powszednich, otwarty – stronę niedzielno-świąteczną. Poliptyki z dwiema parami skrzydeł (pentaptyki) umożliwiały trzy wersje widoku: powszedni,  niedzielny i świąteczny. Dzięki zmienności oglądu można było dostosowywać prezentowane przedstawienia do określonego momentu w roku liturgicznym. Powstawała swoista czasoprzestrzeń, w której rozgrywał się spektakl otwierający kolejne wymiary rzeczywistości sakralnej, np. historia lokalnego świętego (autoprezentacja kościoła jako miejscowej wspólnoty), wykład z historii Zbawienia, wgląd w rzeczywistość niebiańską. Mechanizm zmiany wyglądu nastawy narzucał porządek, następstwo i wzajemną relację malowanych lub rzeźbionych przedstawień.
Włoskie poliptyki składały się zazwyczaj w wielu powiązanych ze sobą,  zestawionych w kilku kondygnacjach, niewielkich obrazów z wizerunkami pojedynczych świętych, oddzielonych wąskimi ramami architektonicznymi. Charakteryzowały je bogate, dekoracyjne, starannie opracowane obramienia (kolumienki, pinakle, kwiatony), które ze względu na swą delikatność lepiej nadawał się do ołtarzy o nieruchomych częściach bocznych.
W Hiszpanii, podobnie jak we Włoszech poliptyki z ruchomymi skrzydłami były bardzo rzadkie. Przykładem może być Ołtarz Mariacki w katedrze w Walencji). Oprócz dużych nastaw jednoczęściowych tworzonych pod silnym wpływem flamandzkim powstawały tam poliptyki składające się z licznych, zestawionych w kilku kondygnacjach, względnie małych obrazów oddzielonych ramami architektonicznymi. Oddziaływały tu też wpływy włoskie, początkowo Giotta, później włoskiego stylu międzynarodowego.
W II połowie XV w. na półwyspie Iberyjskim wykształciło się retablo – potężnych rozmiarów nastawa ołtarzowa złożona z wielu obrazów lub przedstawień płaskorzeźbionych albo rzeźbionych, rozmieszczonych w kilku rzędach i ujętych we wspólną ramę architektoniczną. Powstawały wtedy monumentalne „ściany” z malowanego i złoconego drewna, podzielone delikatnymi, gotycko-płomienistymi ramami, wypełnione licznymi, rozmieszczonymi w kilku rzędach posągami, stojącymi w niszach z baldachimami.

## Historia
Najwcześniejsze potwierdzone dowody istnienia retabulum ołtarzowego pochodzą z XI w. Początkowo na mensie ołtarzowej umieszczano tablicę metalową (ze srebra lub złoconej miedzi), kamienną lub drewnianą, zdobioną przedstawieniem figuralnym. Malowane, rzeźbione lub złotnicze nastawy w kształcie prostokątnej tablicy ukazywały stojące figury świętych, rozmieszczonych symetrycznie, zwykle w obrębie podziałów architektonicznych, np. pod arkadami. Istniejąca od XI w. tradycja nastawy ołtarzowej zyskała aprobatę na synodzie w Trewirze w 1310, gdzie ustalono, że w każdym kościele (przed, z tyłu lub ponad ołtarzem) powinno znajdować się plastyczne przedstawienie, malowidło bądź inskrypcja, które pozwalały określić patrona kościoła, któremu ołtarz był poświęcony. Potwierdził to synod w Pradze w 1565.
Gotyk przejął z okresu romańskiego formę retabulum w postaci tablicy, wykształcając dwa jego typy: nastawa ołtarzowa, której podstawowym wyznacznikiem było architektoniczne zwieńczenie oraz retabulum, którego kierunek rozwoju przestrzennego określały przytwierdzone do boków korpusu ruchome skrzydła. W XIV-XV w. nastawa ołtarzowa uniezależnia się od architektury i staje się centralnym miejscem świątyni. Przekształca się w autonomiczny mikrokosmos skupiający uwagę wiernych jako wspaniała oprawa świętych relikwii oraz miejsce emanowania prawdy religijnej i moralnej. Retabula skrzydłowe pojawiają się w końcu XIII wieku, a szczytowy punkt rozwoju osiągają w na przełomie XV i XVI w.
Poliptyki z częściami bocznymi nieruchomymi wywodziły się z malarstwa ściennego lub nawiązywały do struktury ikonostasów, natomiast te z ruchomymi skrzydłami stanowiły rozwinięcie formy relikwiarza. W krajach  basenu Morza Śródziemnego bardziej typowe były nastawy ołtarzowe o częściach bocznych nieruchomych. Do wyjątków należą m.in.  tryptyk w katedrze w Tivoli oraz Tryptyk cechu płócienników (Tabernakulum Linaiuoli) (1433) Fra Angelica (Museo di San Marco we Florencji). Najstarszym przykładem włoskiego poliptyku gotyckiego, jaki dotrwał do naszych czasów w stanie prawie nienaruszonym, jest Poliptyk św. Katarzyny (1319–1320) Simone Martiniego, przeznaczony do kościoła św. Katarzyny Aleksandryjskiej w Pizie. Od lat trzydziestych XV w. włoski poliptyk gotycki powoli wypiera renesansowa pala.
Nastawy ołtarzowe podobne w typie do tryptyków Jacques’a de Baerze z Champmol, z rzędem figur świętych zwieńczonych strefą ornamentów architektonicznych, spotykamy poza Niderlandami także w Niemczech, Westfalii, Dolnej Saksonii oraz w Hamburgu Na przełomie XV i XVI w. snycerskie ołtarze skrzydłowe w kształcie dwupiętrowej ściany architektonicznej stały się specjalnością warsztatów niderlandzkich, przede wszystkim antwerpskich i przeznaczone były głównie na eksport do Niemiec, Skandynawii i Polski (Gdańsk, Pruszcz Gdański, Żukowo). Poliptyki zanikają stopniowo w połowie XVI w., choć sporadycznie występują jeszcze w okresie późnego renesansu i manieryzmu, np. poliptyk w katedrze NMP w Ingolstadt (1560–1572) czy poliptyk w kościele parafialnym w Wieniawie k. Radomia (1544).

## Przykłady poliptyków
- Duccio di Buoninsegna – Maestà, 1311, Museo dell'Opera del Duomo, Siena
- Pietro Lorenzetti – Poliptyk Tarlatiego[23], 1320, Santa Maria della Pieve, Arezzo
- Paolo Veneziano – Poliptyk z kościoła Santa Chiara, ok. 1350, Gallerie dell’Accademia, Wenecja
- Mistrz Bertram – Ołtarz z Grabowa, 1379–1383, Kunsthalle w Hamburgu
- Jacques de Baerze – Ołtarz Świętych i Męczenników, 1390–1399, Musée des Beaux-Arts, Dijon
- Conrad von Soest – Ołtarz Pasji, 1403, Kościół parafialny w Bad Wildungen
- Gentile da Fabriano – Poliptyk z Valle Romita, 1410–1412, Pinakoteka Brera, Mediolan
- Mistrz Francke – Ołtarz św. Barbary, 1410–1415, Fińskie Muzeum Narodowe, Helsinki
- Juan Rodriguez de Toledo – Ołtarz arcybiskupa Don Sancho de Rojas, 1415–1420, Prado, Madryt
- Lukas Moser – Ołtarz św. Magdaleny, 1431, Kościół parafialny w Tiefenbronn k. Pfarzheim
- Jan van Eyck – Ołtarz Gandawski, ok. 1432, Katedra św. Bawona w Gandawie
- Rogier van der Weyden – Sąd Ostateczny, 1450, Musée de l'Hotel-Dieu, Beaune
- Stefan Lochner – Ołtarz Trzech Króli, ok. 1442, Katedra w Kolonii
- Andrea Mantegna – Poliptyk św. Łukasza, 1454, Pinakoteka Brera, Mediolan
- Piero della Francesca – Poliptyk Miłosierdzia, 1462, Pinacoteca Comunale, Sansepolcro
- Mistrz z Ambierle – Ołtarz Pasji, 1466, Kościół św. Marcina, Ambierle
- Michael Pacher – Ołtarz Koronacji Marii, 1481, Kościół św. Wolfganga, St. Wolfgang im Salzkammergut
- Oliver de Gand, Jean d’Ypres – Ołtarz główny w Starej Katedrze w Coimbrze, 1498–1505
- Colijn de Coter –  Ołtarz Ukrzyżowania z Pruszcza], ok. 1500, Muzeum Narodowe w Warszawie
- Paweł z Lewoczy – Ołtarz św. Jakuba, 1507–1517, Kościół św. Jakuba w Lewoczy
- Jan Joest van Kalkar – Ołtarz Życie Chrystusa, 1505–1508, Kościół św. Mikołaja, Kalkar
- Lorenzo Lotto – Ołtarz św. Dominika, 1508, Museo Civico, Recanati
- Michael Wolgemut – Ołtarz z Schwabach, 1509, Kościół św. Jana i św. Marcina, Schwabach
- Tilman Riemenschneider – Ołtarz Wniebowzięcia Najświętszej Marii Panny, 1510, Kościół Pana Boga, Creglingen
- Albrecht Altdorfer – Ołtarz św. Floriana (Ołtarz Męki Pańskiej), 1511–1518, Klasztor Sankt Florian, St. Florian
- Jan Molder – Ołtarz Najświętszego Sakramentu, 1513–1514, Musée National du Moyen-Age, Paryż
- Matthias Grünewald –  Ołtarz z Isenheim, 1515, Musée d'Unterlinden, Colmar
- Klaus Berg – Ołtarz Wszystkich Świętych, 1517–1527, Katedra św. Kanuta w Odense